# Gawiniańce
Gawiniańce (też: Gawieniańce) – wieś w Polsce położona w województwie podlaskim, w powiecie sejneńskim, w gminie Sejny.
| SIMC    | Nazwa         | Rodzaj    |
| ------- | ------------- | --------- |
| 1012034 | Podgawiniańce | część wsi |
| 1012152 | Zagówiec      | część wsi |

W latach 1975–1998 miejscowość administracyjnie należała do województwa suwalskiego.
Gawiniańce do dzisiaj są rzędówką. Aż połowę wsi zajmuje zabytkowa zabudowa z połowy XIX wieku (budynki drewniane mieszkalne, spichlerze, chlewy). Najstarszy zabytkowy dworek ma ponad 120 lat. Niedaleko wsi jest małe jeziorko dystroficzne nienadające się ani do kąpieli ani do wędkowania.

## Zabytki
Do rejestru zabytków Narodowego Instytutu Dziedzictwa wpisane są następujące obiekty:
- dom drewniany w zagrodzie nr 12 (d. 13), 2. połowa XIX w. (nr rej.: 25 z 13.04.1979)
- zagroda nr 15, połowa XIX w. (nr rej.: 62 z 1980):
  - dom drewniany
  - spichrz drewniany (nie istnieje)